# مری تایلر مور
مری تایلر مور (انگلیسی: Mary Tyler Moore؛ زاده ۲۹ دسامبر ۱۹۳۶-درگذشته ۲۵ ژانویهٔ ۲۰۱۷) هنرپیشه اهل آمریکا بود که شهرت خود را مدیون بازی در فیلم کمدی به نام نمایش مری تایلر مور (۱۹۷۷-۱۹۷۰) و نیز نمایش دیک وان دایک است (۱۹۶۶-۱۹۶۱). وی از سال ۱۹۵۷ میلادی تا ۲۰۱۷ میلادی مشغول فعالیت بوده‌است.
وی که در دههٔ ۶۰ کار بازیگری خود را با سریال «د دیک وان دایک شو» آغاز کرده بود با ایفای نقش در شوی تلویزیونی « مری تایلر مور شو» به شهرت رسید. این مجموعه نخستین برنامهٔ تلویزیونی بود که یک زن محوریت آن را به عنوان نقش اصلی داشت.
از فیلم‌هایی که وی در آن نقش داشته‌است می‌توان به مردم معمولی (۱۹۸۰)، لاس زدن با فاجعه (۱۹۹۶)، کلیدهای تولسا (۱۹۹۶)، در برابر جریان(۲۰۰۹) اشاره کرد.
وی از اوایل دههٔ سی ام زندگی اش به بیماری دیابت از نوع یک مبتلا شده بود و مرگ وی نیز در اثر همین بیماری اعلام شده‌است.